# Бурківці (Білоцерківський район)
Бу́рківці — село в Україні, у Тетіївській міській громаді Білоцерківського району Київської області. Розташоване на обох берегах річки Безіменна (притока Роськи) за 11 км на північний захід від міста Тетіїв. Населення становить 484 особи (станом на 1 липня 2021 р.).

## Історія
Село постраждало внаслідок геноциду українського народу, проведеного урядом СССР 1923—1933 та 1946—1947.
6 жовтня 2016-го Святійший Патріарх Київський і всієї Руси-України Філарет в селі Бурківці звершив чин освячення храму на честь Святого Пророка Предтечі і Хрестителя Господнього Іоана.

## Населення
Згідно з переписом УРСР 1989 року чисельність наявного населення села становила 572 особи, з яких 238 чоловіків та 334 жінки.
За переписом населення України 2001 року в селі мешкало 513 осіб.

### Мова
Розподіл населення за рідною мовою за даними перепису 2001 року:
| Мова       | Відсоток |
| ---------- | -------- |
| українська | 97,90 %  |
| російська  | 2,10 %   |

## Відомі люди
- Байраківський Анатолій Іванович (* 1935) — доктор філософії, академік Української Академії наук.

|                                           |
| Пам'ятник воїнам-односельцям на кладовищі |

|                                     |
| Пам'ятник воїнам-односельцям в селі |

|                                   |
| Пам'ятний знак жертвам Голодомору |